# كال براونينج
كال براونينج (بالإنجليزية: Cal Browning)‏ هو لاعب كرة قاعدة أمريكي، ولد في 16 مارس 1938 في بورنس فلات في الولايات المتحدة.

## وصلات خارجية
- كال براونينج على موقعبيزبول رفرنس.كوم (الدوري الرئيسي) (الإنجليزية)